# Boulengerula uluguruensis
Boulengerula uluguruensis tiếng Anh thường gọi là Uluguru pink caecilian là một loài lưỡng cư thuộc họ Caeciliidae.
Đây là loài đặc hữu của Tanzania.
Môi trường sống tự nhiên của chúng là rừng ẩm vùng đất thấp nhiệt đới hoặc cận nhiệt đới, vùng núi ẩm nhiệt đới hoặc cận nhiệt đới, vườn nông thôn, và rừng thoái hóa nghiêm trọng.